# Studenska Hromada
Studenska Hromada (w obiegu potocznym bardziej polityczna nazwa Ukraińska Studenska Hromada) – organizacja ukraińskiej młodzieży studenckiej na Uniwersytecie Jana Kazimierza we Lwowie. Jej statut zatwierdzono 1 grudnia 1924.

## Literatura
- Andrzej Pilch, Ukraińscy na wyższych uczelniach Lwowa 1923-1926, UMCS, Lublin 1999.